# Andrzej Rataj
Andrzej Rataj (ur. 1979 w Bochni) – polski prawnik i politolog, doktor nauk prawnych, notariusz w Poznaniu, radny Rady Miasta Poznania, Wiceprzewodniczący Rady Miasta Poznania, prezes Rady Izby Notarialnej w Poznaniu, wykładowca akademicki.

## Życiorys
Absolwent studiów prawniczych (2003) na Wydziale Prawa i Administracji Uniwersytetu Jagiellońskiego w Krakowie i studiów politologicznych (2004) na Wydziale Studiów Międzynarodowych i Politycznych Uniwersytetu Jagiellońskiego. W roku akademickim 2002–2003 w ramach programu Socrates-Erasmus studiował na Wydziale Prawa Uniwersytetu Ruprechta i Karola w Heidelbergu.
Ukończył Szkołę Prawa Niemieckiego w Krakowie (prowadzoną wspólnie przez Uniwersytet Jagielloński, Uniwersytet w Heidelbergu i Uniwersytet Jana Gutenberga w Moguncji), a także „The International Business and Trade Law Program” w Krakowie (prowadzony wspólnie przez Uniwersytet Jagielloński i Katolicki Uniwersytet Ameryki w Waszyngtonie) oraz Krakowsko-Wiedeński Program Prawa Austriackiego w Krakowie (prowadzony wspólnie przez Uniwersytet Jagielloński i Uniwersytet Wiedeński).
Absolwent studiów doktoranckich w Europejskim Kolegium Doktoranckim – wspólnej inicjatywie naukowej uniwersytetów w Krakowie, Heidelbergu i Moguncji. W 2011 obronił pracę doktorską „Przesłanki odpowiedzialności cywilnoprawnej w polskim, niemieckim oraz europejskim prawie czynów niedozwolonych – spór o klauzulę generalną odpowiedzialności deliktowej” przygotowaną pod kierunkiem prof. dr. hab. Fryderyka Zolla i uzyskał stopień naukowy doktora nauk prawnych.
Ukończył aplikację notarialną w Izbie Notarialnej w Poznaniu i w 2009 roku zdał egzamin notarialny oraz został asesorem notarialnym w Poznaniu. W 2011 roku został powołany na notariusza i od tego czasu prowadzi kancelarię notarialną w Poznaniu.
Prowadzi zajęcia dla studentów Wydziału Prawa i Administracji Uniwersytetu im. Adama Mickiewicza w Poznaniu.

## Działalność w samorządzie terytorialnym i zawodowym
Od 2007 roku związany z samorządem terytorialnym Miasta Poznania: radny i Wiceprzewodniczący Rady Osiedla Rybaki-Piaski (jednostki pomocniczej Miasta Poznania) kadencji 2007–2010, radny i Wiceprzewodniczący Rady Osiedla Stare Miasto kadencji 2011–2015, radny i Przewodniczący Rady Osiedla Stare Miasto kadencji 2015–2019 i kadencji 2019–2023. Radny Rady Miasta Poznania kadencji 2014–2018, 2018–2024 i 2024–2029, pełni funkcje m.in. Wiceprzewodniczącego Rady Miasta Poznania, Wiceprzewodniczącego Komisji Kultury i Nauki, członka Kapituły Nagrody Naukowej Miasta Poznania i członka Rady Wielkopolskiego Muzeum Niepodległości.
Od 2013 działa w samorządzie zawodowym notariuszy: w latach 2013–2018 członek Rady Izby Notarialnej w Poznaniu VIII i IX kadencji, w 2018 roku Wiceprezes Rady Izby Notarialnej w Poznaniu X kadencji i od 2018 roku Prezes Rady Izby Notarialnej w Poznaniu X kadencji (2018–2021), XI kadencji (2021–2024) i XII kadencji (2024–2027).
W wyborach do Parlamentu Europejskiego w 2024 kandydował z listy Koalicyjnego Komitetu Wyborczego Koalicja Obywatelska w okręgu wyborczym nr 7 (Wielkopolska) i zdobył 10 244 głosy, lecz nie uzyskał mandatu.

## Wybrane publikacje naukowe
Andrzej Rataj jest współautorem wielu prac naukowych, m.in.:
- Spółka z ograniczoną odpowiedzialnością (red. R. L. Kwaśnicki), C.H. Beck, Warszawa 2005, ISBN 83-7387-810-6.
- Prawo bankowe. Komentarz (red. F. Zoll), Zakamycze 2005, ISBN 83-7444-014-7.
- Zbiór orzeczeń sądowych do zajęć z prawa cywilnego. Część ogólna (red. F. Zoll), Zakamycze 2006, ISBN 83-7444-292-1.
- Orzecznictwo w sprawach z zakresu prawa spółek handlowych 2009–2010. Zbiór praktycznych komentarzy (red. R. L. Kwaśnicki, P. Letolc), C.H. Beck 2011.

## Ważniejsze artykuły
- Duża nowelizacja Kodeksu spółek handlowych, „Monitor Prawniczy” nr 3/2004 (dodatek specjalny, s. 1–32) – współautor;
- Członek zarządu spółki kapitałowej jako jej pełnomocnik albo prokurent, „Prawo Spółek” nr 9/2004, s. 10–21 – współautor;
- Uporządkować hierarchię powiązań między spółkami. Zmiany w prawie holdingowym, „Rzeczpospolita” nr 208 z 06.09.2005 – współautor;
- Umowy wspólników (akcjonariuszy) spółek kapitałowych, „Monitor Prawniczy” nr 1/2006, s. 48–52.